# Liste der evangelischen Superintendenten in Österreich
Die Liste der evangelischen Superintendenten in Österreich umfasst alle Superintendenten und Bischöfe der lutherischen Evangelischen Kirche A. B. sowie alle Superintendenten und Landessuperintendenten der reformierten Evangelischen Kirche H. B. in Österreich ab dem Toleranzpatent von 1781, ebenso die Militärsuperintendenten für das Bundesheer, nicht jedoch Superintendenten anderer evangelischer Kirchen, die es in Österreich gibt.

## Evangelische Kirche A. B.

### Bischöfe (Gesamtkirche)
Mit der Kirchenverfassung von 1949 wurde das Bischofsamt eingeführt. Der Amtssitz des Bischofs befindet sich in Wien.
Ab 1940 benutzten aber bereits Hans Eder und Gerhard May den Titel auf Basis des (provisorischen) „Pfarrgesetz 1940“
| Name             | Bild | Amtszeit                       |
| ---------------- | ---- | ------------------------------ |
| Gerhard May      |      | 1949–1968                      |
| Oskar Sakrausky  |      | 1968–1983                      |
| Dieter Knall     |      | 1983–1995                      |
| Herwig Sturm     |      | 1995–2007                      |
| Michael Bünker   |      | 2008 – August 2019             |
| Michael Chalupka |      | September 2019 – Dezember 2025 |
| Cornelia Richter |      | ab 1. Jänner 2026              |

### Asch (historisch)
Die Evangelische Superintendentur A. B. Asch bestand von 1869 bis 1918 und umfasste Gemeinden im Ascher Ländchen.
| Name             | Amtszeit  |
| ---------------- | --------- |
| Traugott Alberti | 1870–1914 |
| Emil Hildemann   | 1914–1918 |

### Böhmen (historisch)
Die Evangelische Superintendentur A. B. Böhmen bestand von 1784 bis 1900 und umfasste Gemeinden in Böhmen.
| Name                                | Amtszeit  |
| ----------------------------------- | --------- |
| Jan Láho                            | 1784–1785 |
| Jan Barott                          | 1785      |
| Štěpán Leška                        | 1786–1798 |
| Johann Christoph Friedrich Götschel | 1798–1799 |
| Karl Franz Hoenicka                 | 1800–1807 |
| Michael Gottlieb Seihm              | 1807–1828 |
| Josef Krejčí                        | 1829–1844 |
| Heřman Kryštůfek                    | 1845–1863 |
| Jakub Beneš                         | 1863–1873 |
| Daniel Bohumil Molnár               | 1873–1889 |
| Adam Ithamar Marian Koch            | 1890–1900 |

### Burgenland

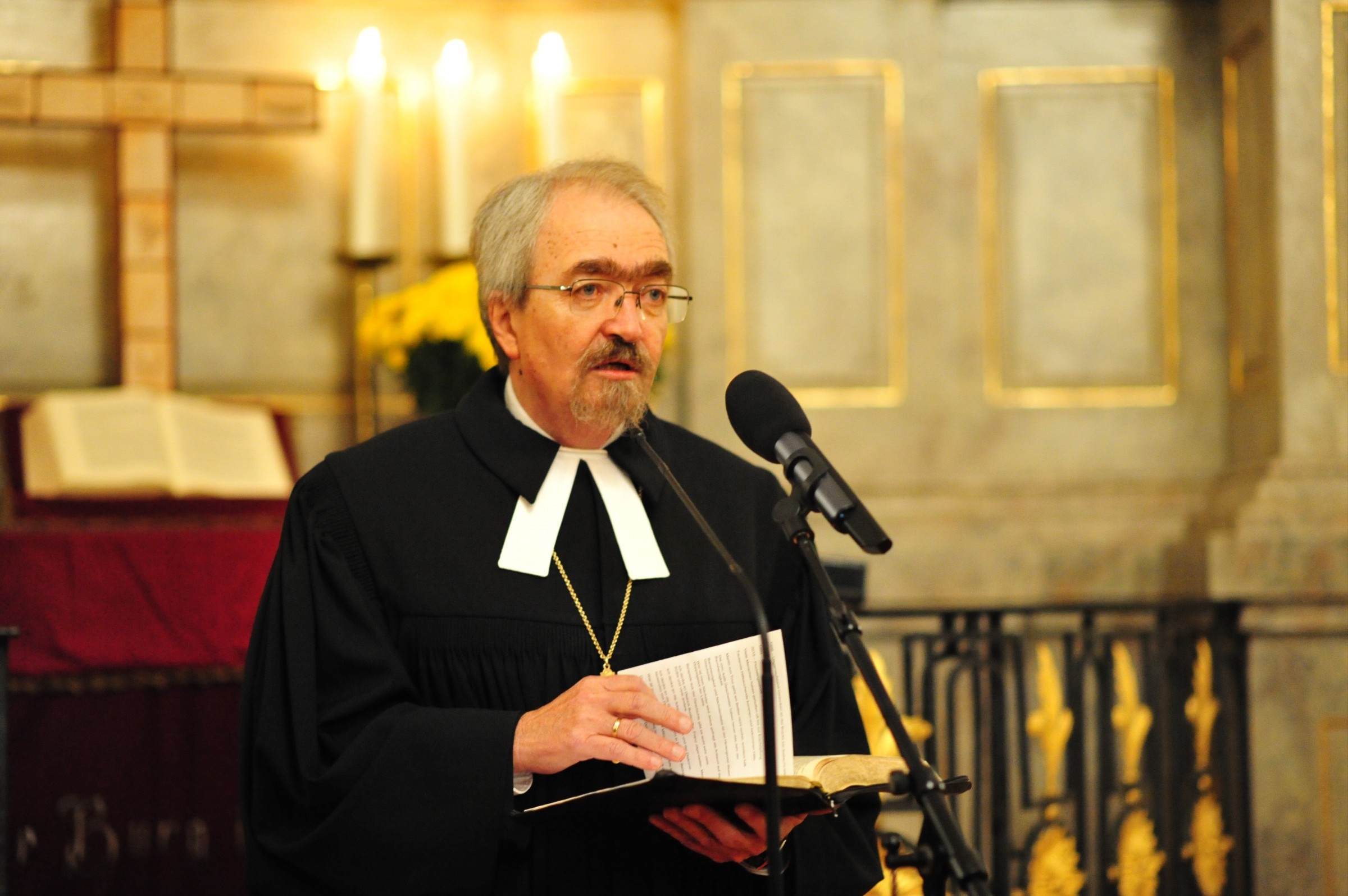
Superintendent Manfred Koch

Die Evangelische Superintendentur A. B. Burgenland wurde 1924 gegründet. Der Amtssitz des Superintendenten befindet sich in Eisenstadt.
| Name                    | Amtszeit            |
| ----------------------- | ------------------- |
| Theophil Beyer          | 1924–1940           |
| Gustav Albert Dörnhöfer | 1940–1962           |
| Hans Gamauf             | 1962–1975           |
| Gustav Reingrabner      | 1975–1994           |
| Gertraud Knoll          | 1994–2002           |
| Manfred Koch            | 2003–September 2021 |
| Robert Jonischkeit      | September 2021–     |

### Galizien (historisch)
Die Evangelische Superintendentur A. B. Galizien bestand von 1804 bis 1918 umfasste Gemeinden in Galizien und der Bukowina.
| Name                        | Amtszeit  |
| --------------------------- | --------- |
| Josef Paulini               | 1804–1806 |
| Samuel Bredetzky            | 1808–1812 |
| Johann Samuel Fuchs         | 1813–1817 |
| Friedrich Wilhelm Stockmann | 1818–1831 |
| Adolf Theodor Haase         | 1833–1870 |
| Jacob Hönel                 | 1871–1885 |
| Carl Gustav Zipser          | 1886–1896 |
| Hermann Fritsche            | 1897–1918 |

### Kärnten und Osttirol
Die Evangelische Superintendentur A. B. Kärnten und Osttirol wurde 1947 gegründet. Der Amtssitz des Superintendenten befindet sich in Villach.
| Name                | Amtszeit            |
| ------------------- | ------------------- |
| Fritz Zerbst        | 1947–1956           |
| Gerhard Glawischnig | 1956–1968           |
| Paul Pellar         | 1968–1988           |
| Herwig Sturm        | 1988–1996           |
| Joachim Rathke      | 1996–2001           |
| Manfred Sauer       | 2002–2025           |
| Andrea Mattioli     | ab 1. Dezember 2025 |

### Mähren und Schlesien (historisch)
Die Evangelische Superintendentur A. B. Mähren und Schlesien bestand von 1784 bis 1918 und umfasste Gemeinden in Mähren und Schlesien.
| Name                      | Amtszeit  |
| ------------------------- | --------- |
| Johann Traugott Bartelmus | 1784–1809 |
| Johann Georg Schmitz      | 1810–1825 |
| Andreas Paulini           | 1825–1829 |
| Johann Georg Lumnitzer    | 1830–1864 |
| Karl Samuel Schneider     | 1864–1882 |
| Theodor Karl Haase        | 1882–1909 |
| Andreas Krzywoń           | 1909–1911 |
| Andreas Glajcar           | 1912–1918 |

### Niederösterreich

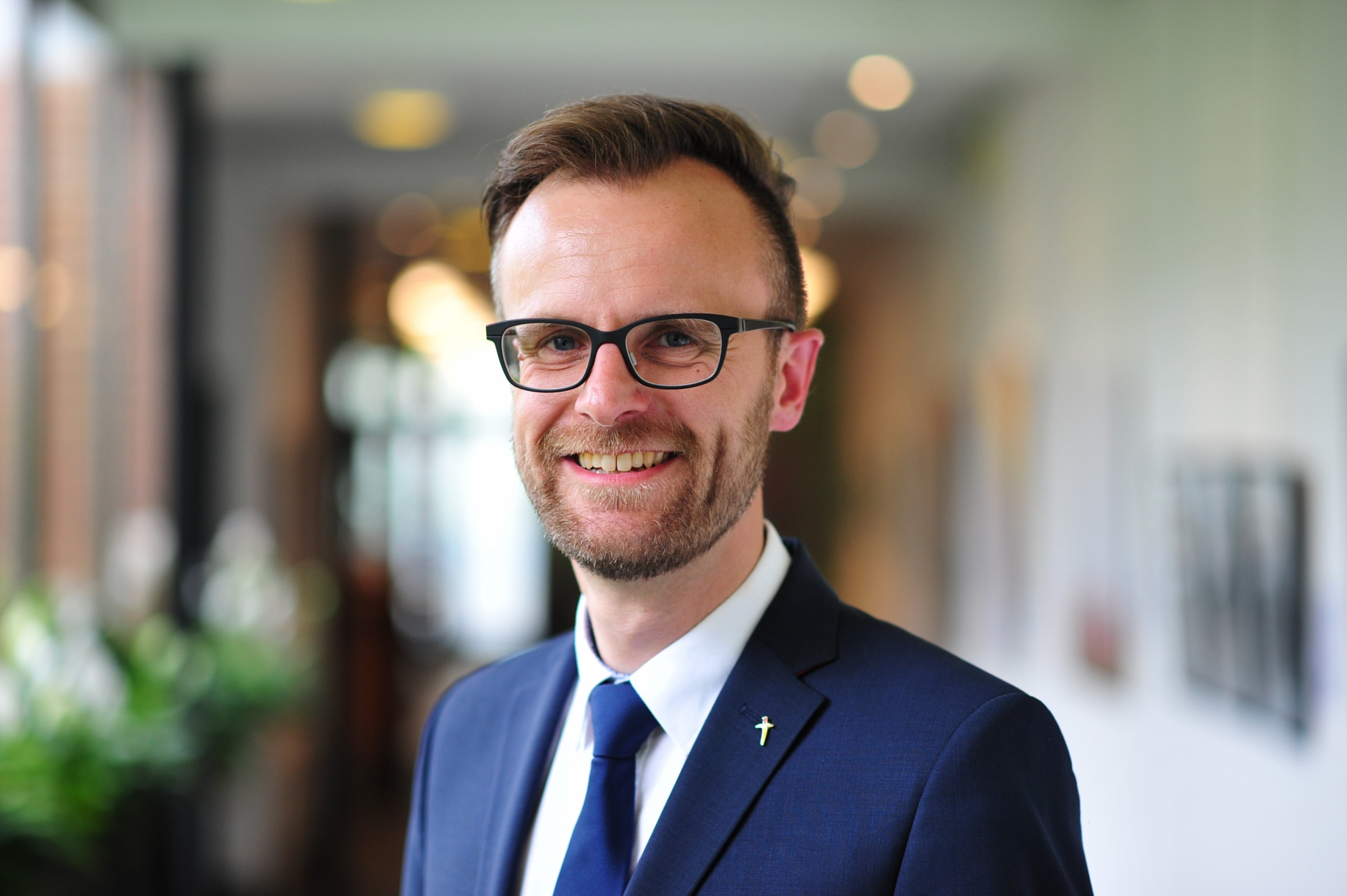
Superintendent Lars Müller-Marienburg (2016)

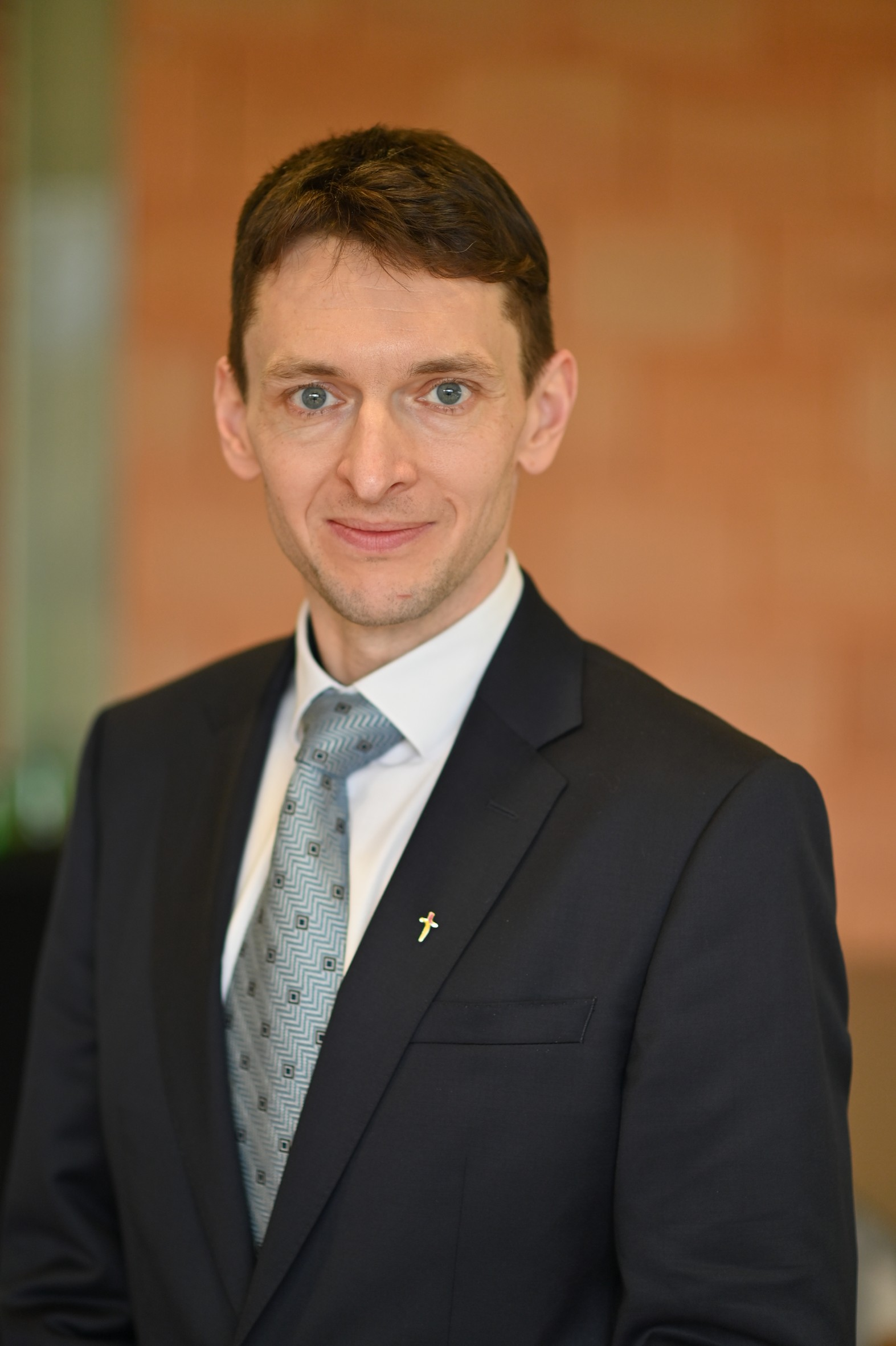
Michael Simmer (2024)

Die Evangelische Superintendentur A. B. Niederösterreich wurde 1947 gegründet. Der Amtssitz des Superintendenten befindet sich in St. Pölten.
| Name                   | Amtszeit                 |
| ---------------------- | ------------------------ |
| Fritz Heinzelmann      | 1947–1954                |
| Valentin Schmidt       | 1954–1962                |
| Friedrich Mauer        | 1962–1972                |
| Heinz Schaefer         | 1972–1977                |
| Hellmut Santer         | 1977–1998                |
| Paul Weiland           | 1998–2015                |
| Lars Müller-Marienburg | 2016–2023                |
| Michael Simmer         | ab dem 1. September 2024 |

### Oberösterreich

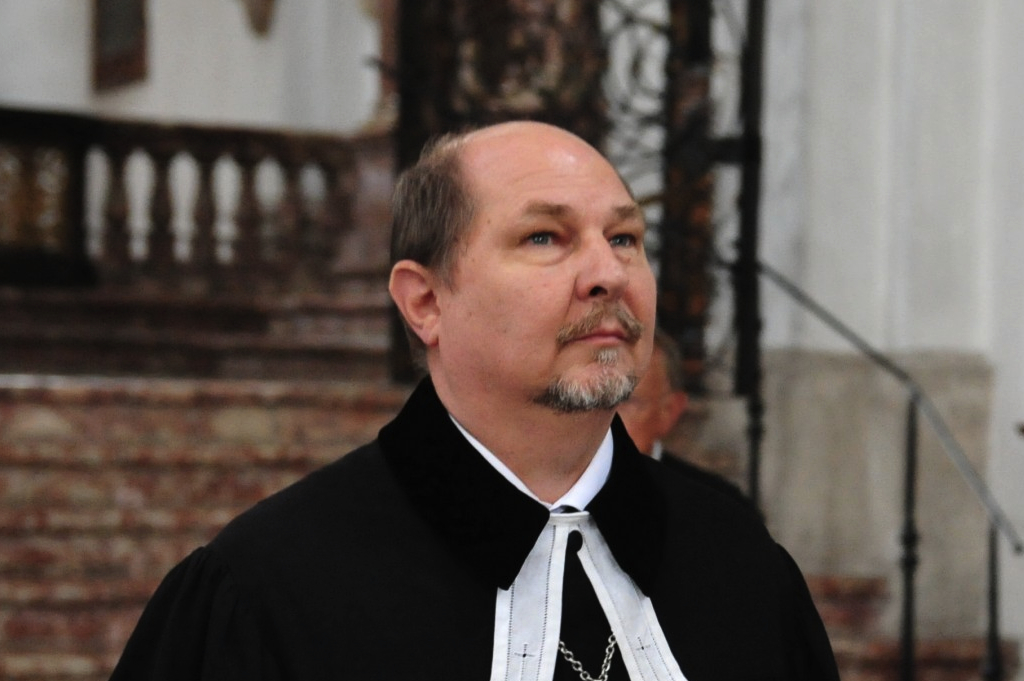
Superintendent Gerold Lehner

Zur Evangelischen Superintendentur A. B. Oberösterreich gehörten bis 1966 Oberösterreich, Salzburg und Tirol, seitdem nur noch Oberösterreich. Der Amtssitz des Superintendenten befindet sich in Linz.
| Name                        | Amtszeit  |
| --------------------------- | --------- |
| Johann Christian Thielisch  | 1783–1827 |
| Johann Steller              | 1832–1854 |
| Johann Theodor Wehrenfennig | 1855–1856 |
| Erich Martin Sääf           | 1857–1880 |
| Jakob Ernst Koch            | 1880–1907 |
| Josef Friedrich Koch        | 1908–1920 |
| Jakob Ernst Koch            | 1921–1936 |
| Hans Eder                   | 1937–1940 |
| Wilhelm Mensing-Braun       | 1941–1966 |
| Leopold Temmel              | 1966–1980 |
| Herwig Karzel               | 1980–1990 |
| Hansjörg Eichmeyer          | 1990–2005 |
| Gerold Lehner               | 2005–     |

### Ostböhmen (historisch)
Die Evangelische Superintendentur A. B. Ostböhmen bestand von 1900 bis 1918 und umfasste Gemeinden in Böhmen.
| Name                  | Amtszeit  |
| --------------------- | --------- |
| Karel Eduard von Lány | 1902–1903 |
| Jan Jakub Kučera      | 1903–1905 |
| František Trnka       | 1905–1917 |
| Ferdinand Hrejsa      | 1917–1918 |

### Salzburg und Tirol

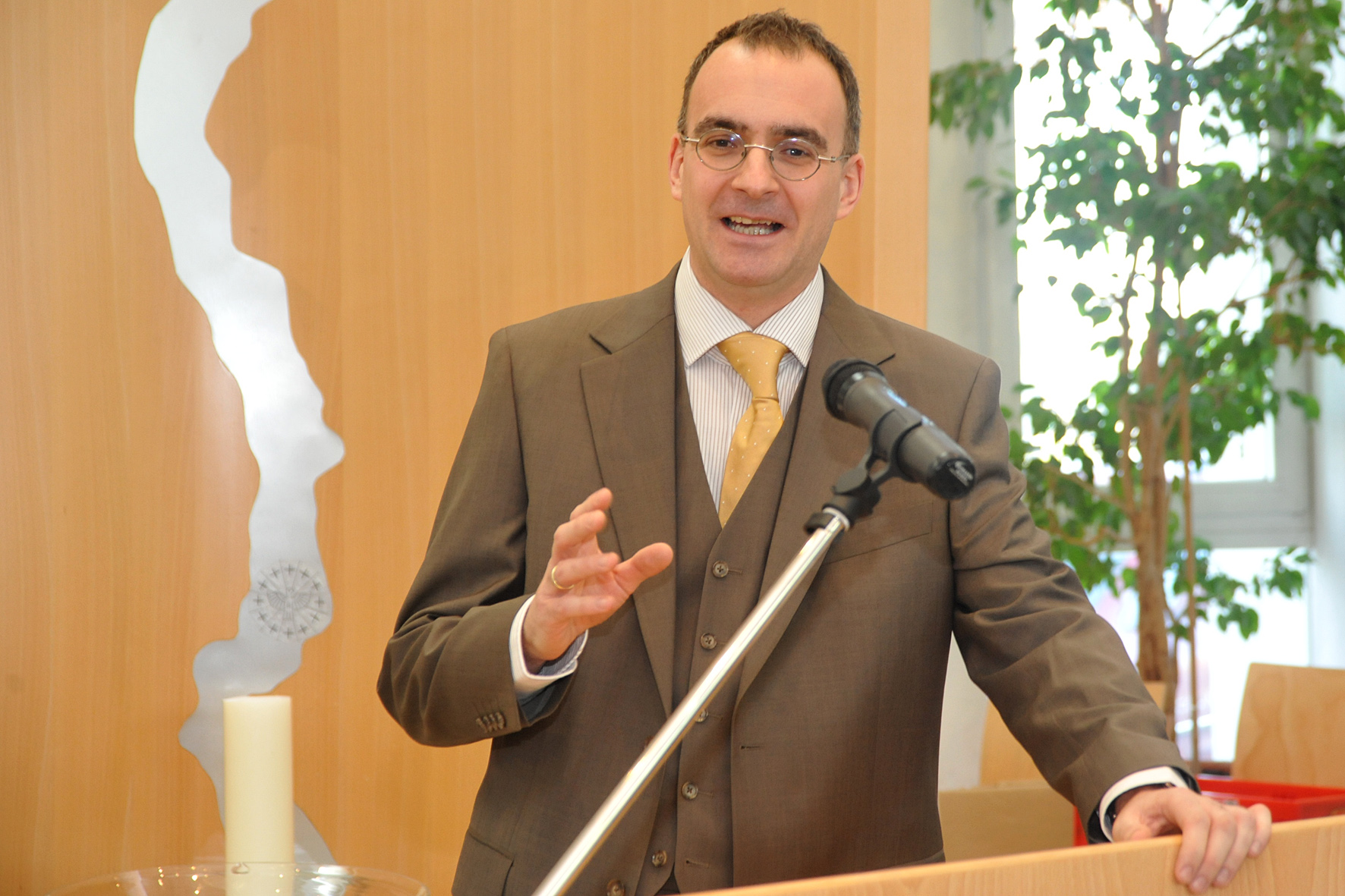
Superintendent Olivier Dantine

Die Evangelische Superintendentur A. B. Salzburg und Tirol wurde 1966 gegründet. Der Amtssitz des Superintendenten befindet sich in Innsbruck.
| Name             | Amtszeit  |
| ---------------- | --------- |
| Emil Sturm       | 1966–1980 |
| Wolfgang Schmidt | 1981–1995 |
| Luise Müller     | 1995–2012 |
| Olivier Dantine  | 2012–     |

### Steiermark

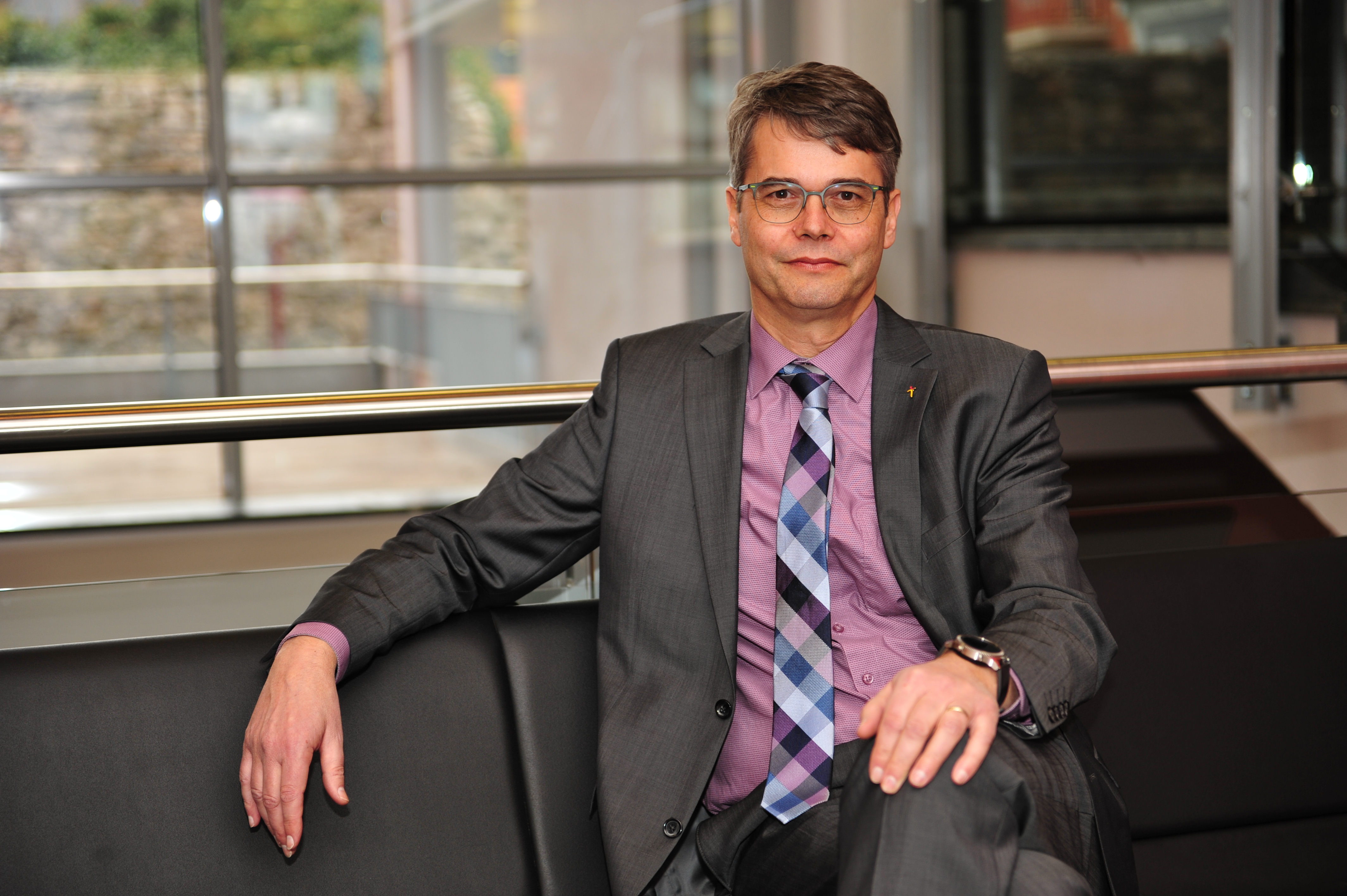
Superintendent Wolfgang Rehner

Die Evangelische Superintendentur A. B. Steiermark wurde 1947 gegründet. Der Amtssitz des Superintendenten befindet sich in Graz.
| Name                    | Amtszeit  |
| ----------------------- | --------- |
| Leopold Achberger       | 1947–1969 |
| Martin Kirchschlager    | 1969–1976 |
| Dieter Knall            | 1976–1983 |
| Günter Matthias Rech    | 1983–1987 |
| Ernst-Christian Gerhold | 1987–1999 |
| Hermann Miklas          | 1999–2018 |
| Wolfgang Rehner         | 2018–     |

### Westböhmen (historisch)
Die Evangelische Superintendentur A. B. Westböhmen bestand von 1900 und 1918 und umfasste Gemeinden in Böhmen.
| Name         | Amtszeit  |
| ------------ | --------- |
| Albert Gummi | 1902–1918 |

### Wien

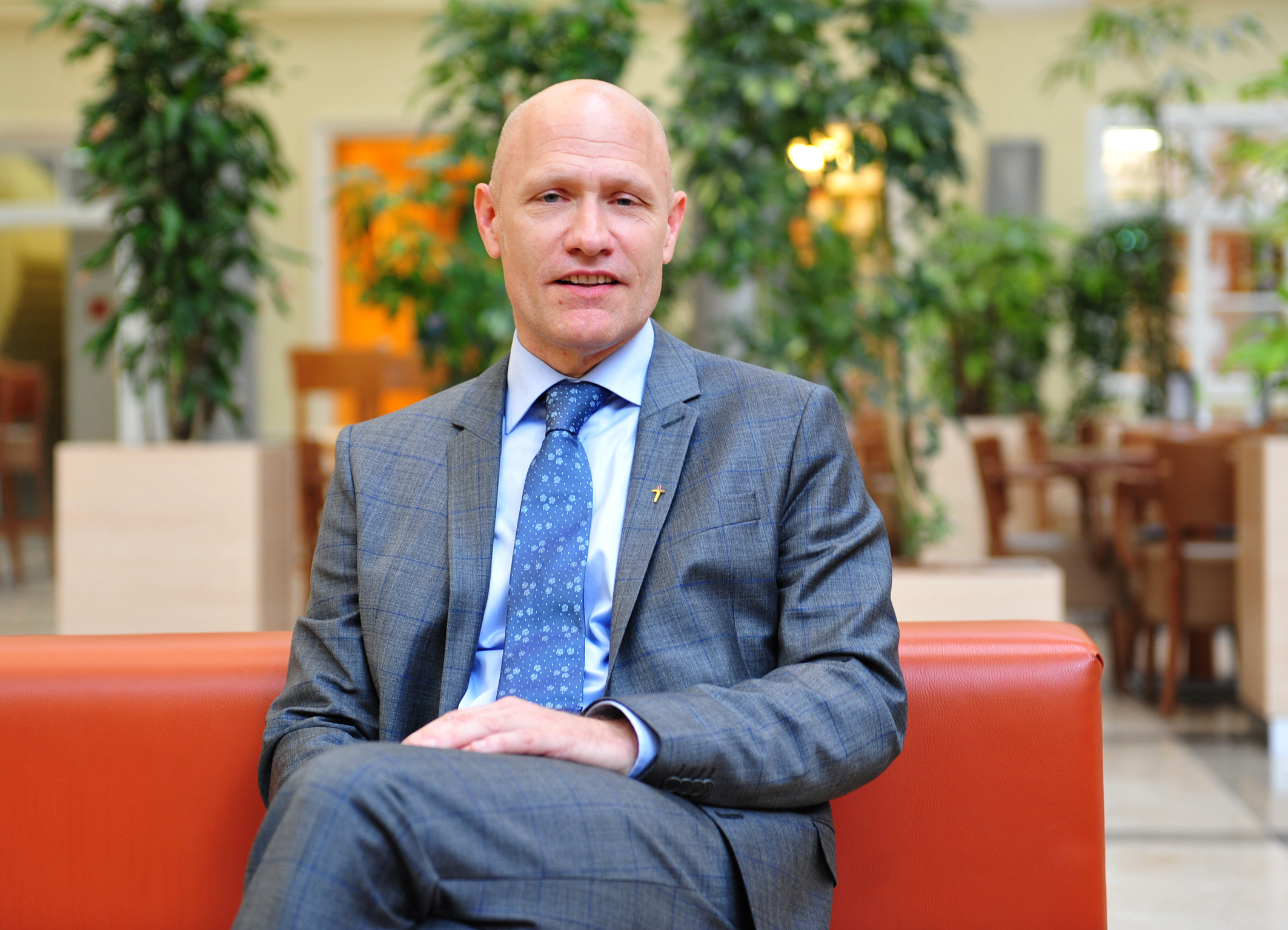
Superintendent Matthias Geist

Zur Evangelischen Superintendentur A. B. Wien gehörten bis 1947 Wien, Niederösterreich, die Steiermark und Kärnten, seit 1947 nur noch Wien und Teile von Niederösterreich. Der Amtssitz des Superintendenten befindet sich im 5. Wiener Gemeindebezirk Margareten.
| Name                      | Amtszeit  |
| ------------------------- | --------- |
| Johann Georg Fock         | 1783–1796 |
| Johann Joachim Susemihl   | 1796–1797 |
| Johann Samuel Kaltenstein | 1797–1805 |
| Johann Wächter            | 1806–1827 |
| Christian Heyser          | 1834–1839 |
| Ernst Pauer               | 1845–1861 |
| Andreas von Gunesch       | 1862–1875 |
| Karl Bauer                | 1877–1895 |
| Josef Winkler             | 1895–1903 |
| Carl Lichtenstettiner     | 1905–1928 |
| Johannes Heinzelmann      | 1928–1945 |
| Georg Traar               | 1947–1972 |
| Erich Wilhelm             | 1972–1982 |
| Werner Horn               | 1982–2003 |
| Hansjörg Lein             | 2004–2018 |
| Matthias Geist            | 2018–     |

## Evangelische Kirche H. B.

### Österreich (Gesamtkirche)

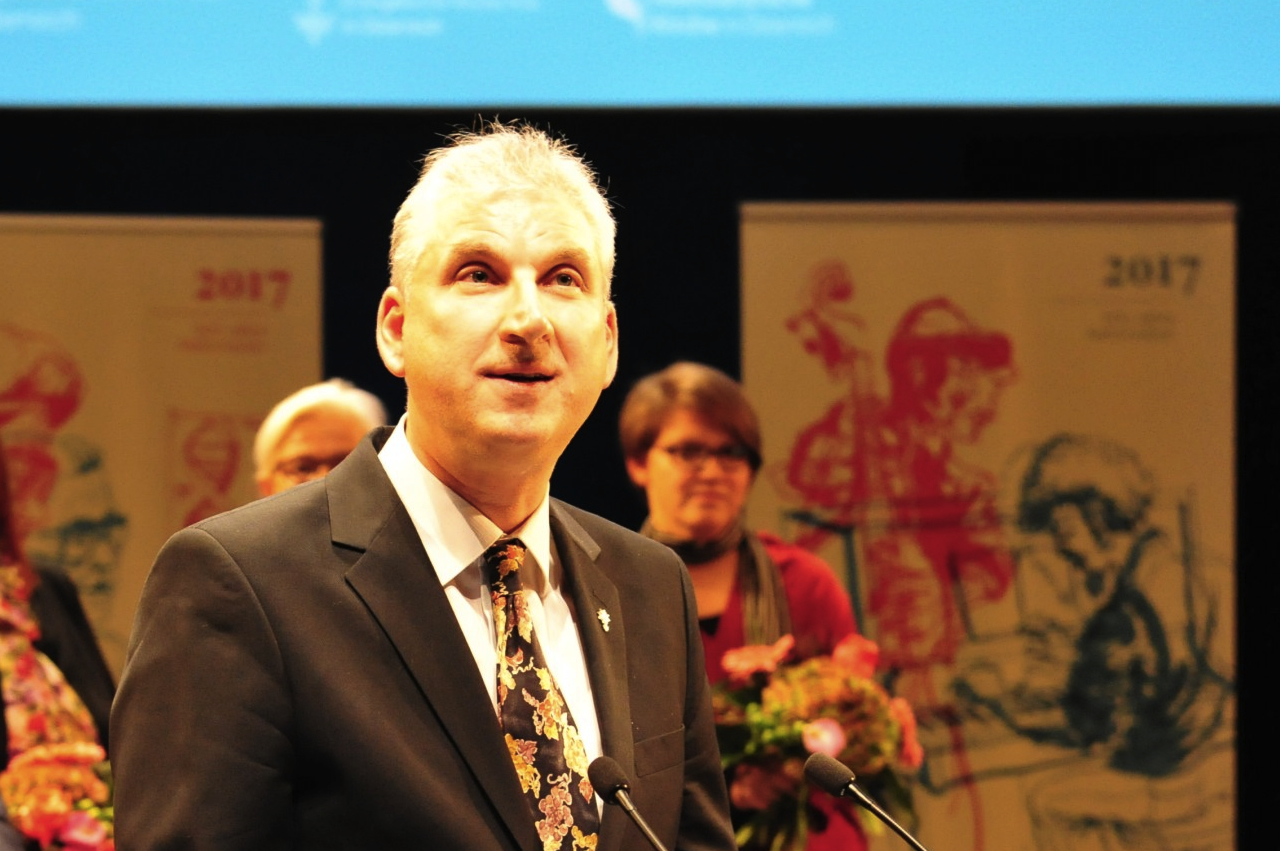
Landessuperintendent Thomas Hennefeld

Zu dieser Superintendentur, historisch Inner- und Niederösterreich, gehören alle Bundesländer Österreichs einschließlich der reformiert-lutherisch gemischtkonfessionellen Pfarrgemeinden in Vorarlberg. Seit 1949 hat der Superintendent den Titel Landessuperintendent. Der Amtssitz des Landessuperintendenten befindet sich in Wien.
| Name                     | Amtszeit  |
| ------------------------ | --------- |
| Carl Wilhelm Hilchenbach | 1785–1816 |
| Justus Hausknecht        | 1818–1834 |
| Gottfried Franz          | 1834–1873 |
| Erhard Buschbeck         | 1875–1882 |
| Friedrich Otto Schack    | 1883–1922 |
| Gustav Zwernemann        | 1925–1946 |
| Johann Karl Egli         | 1947–1952 |
| Hermann Noltensmeier     | 1952–1954 |
| Volkmar Rogler           | 1955–1968 |
| Imre Gyenge              | 1968–1986 |
| Peter Karner             | 1986–2004 |
| Wolfram Neumann          | 2004–2007 |
| Thomas Hennefeld         | 2007–2025 |
| Ralf Stoffers            | 2025–     |

### Böhmen (historisch)
Die Evangelische Superintendentur H. B. Böhmen bestand von 1785 bis 1918 und umfasste Gemeinden in Böhmen.
| Name                     | Amtszeit  |
| ------------------------ | --------- |
| Ferenc Kovács            | 1785–1788 |
| Samuel Szücs             | 1788–1798 |
| György Fazekas           | 1798–1810 |
| László Baka              | 1810–1820 |
| Matěj Kubeš              | 1820–1855 |
| František Filipi         | 1857–1861 |
| Jan Veselý               | 1863–1889 |
| Justus Emanuel Szalatnay | 1889–1910 |
| Čeněk Dušek              | 1910–1918 |

### Mähren (historisch)
Die Evangelische Superintendentur H. B. Mähren bestand von 1785 bis 1918 und umfasste Gemeinden in Mähren.
| Name            | Amtszeit  |
| --------------- | --------- |
| Michal Blažek   | 1785–1827 |
| Jiří Opočenský  | 1829–1842 |
| Samuel von Nagy | 1842–1863 |
| Jan Beneš       | 1863–1883 |
| Josef Totušek   | 1884–1899 |
| Ferdinand Císař | 1899–1918 |

## Militärsuperintendenten
| Name                  | Amtszeit  |
| --------------------- | --------- |
| Hellmut May           | 1957–1967 |
| Hermann Rippel        | 1968–1976 |
| Ernst August Hess     | 1976–1980 |
| Julius Hanak          | 1980–1998 |
| Alfred Stipanits      | 1999–2000 |
| Oskar Sakrausky       | 2000–2013 |
| Karl-Reinhart Trauner | 2013–     |

## Evangelisch-methodistische Kirche
Die Evangelisch-methodistische Kirche in Österreich
| Name                          | Amtszeit |
| ----------------------------- | --- |
| C. Shell                      | 1897–1901 (Österreichische Mission als Teil der Norddeutschen Jährlichen Konferenz)                                                               |
| C. Schütz                     | 1901–1907 (Österreichische Mission als Teil der Norddeutschen Jährlichen Konferenz)                                                               |
| Friedrich Heinrich Otto Melle | 1901–1911 (Österreichische Mission), 1911–1920 (Gründung der Missionskonferenz Österreich-Ungarn), Melle schon ab 1907 Superintendent in Budapest |
| Hinrich Bargmann              | 1911–1939; 1945–1953 |
| J. Elfner                     | 1939–1945 (Österreichische Konferenz ist Teil der Süddeutschen Jährlichen Konferenz)                                                              |
| Ferdinand Mayr                | 1953–1962 |
| Ernst Nausner                 | 1962–1967 |
| Hugo Mair                     | 1967–1972 |
| Walter Schwarzinger           | 1972–1982 |
| Helmut Nausner                | 1982–2001 |
| Lothar Pöll                   | 2001–2016 |
| Stefan Schröckenfuchs         | 2016– |